# Chutir-Budyliw
Chutir-Budyliw (ukr. Хутір-Будилів, hist. Stacja Załucze) – wieś na Ukrainie, w obwodzie iwanofrankiwskim, w rejonie śniatyńskim.